# Demarziella scarpensis
Demarziella scarpensis là một loài bọ cánh cứng trong họ Bọ hung (Scarabaeidae).